# Tourisme dans la Haute-Vienne
Le tourisme est une ressource économique et culturelle du département français de la Haute-Vienne. 
Bien que moins développé que dans nombre d'autres départements limitrophes, tels la Dordogne ou la Corrèze, le tourisme haut-viennois bénéficie de politiques de mise en valeur du patrimoine et de constructions d'infrastructures. Conjuguées au souci de développement économique et de sauvegarde environnementale, ces stratégies ont permis de donner au tourisme départemental une importance et une croissance nouvelles.

Logo du CDT 87

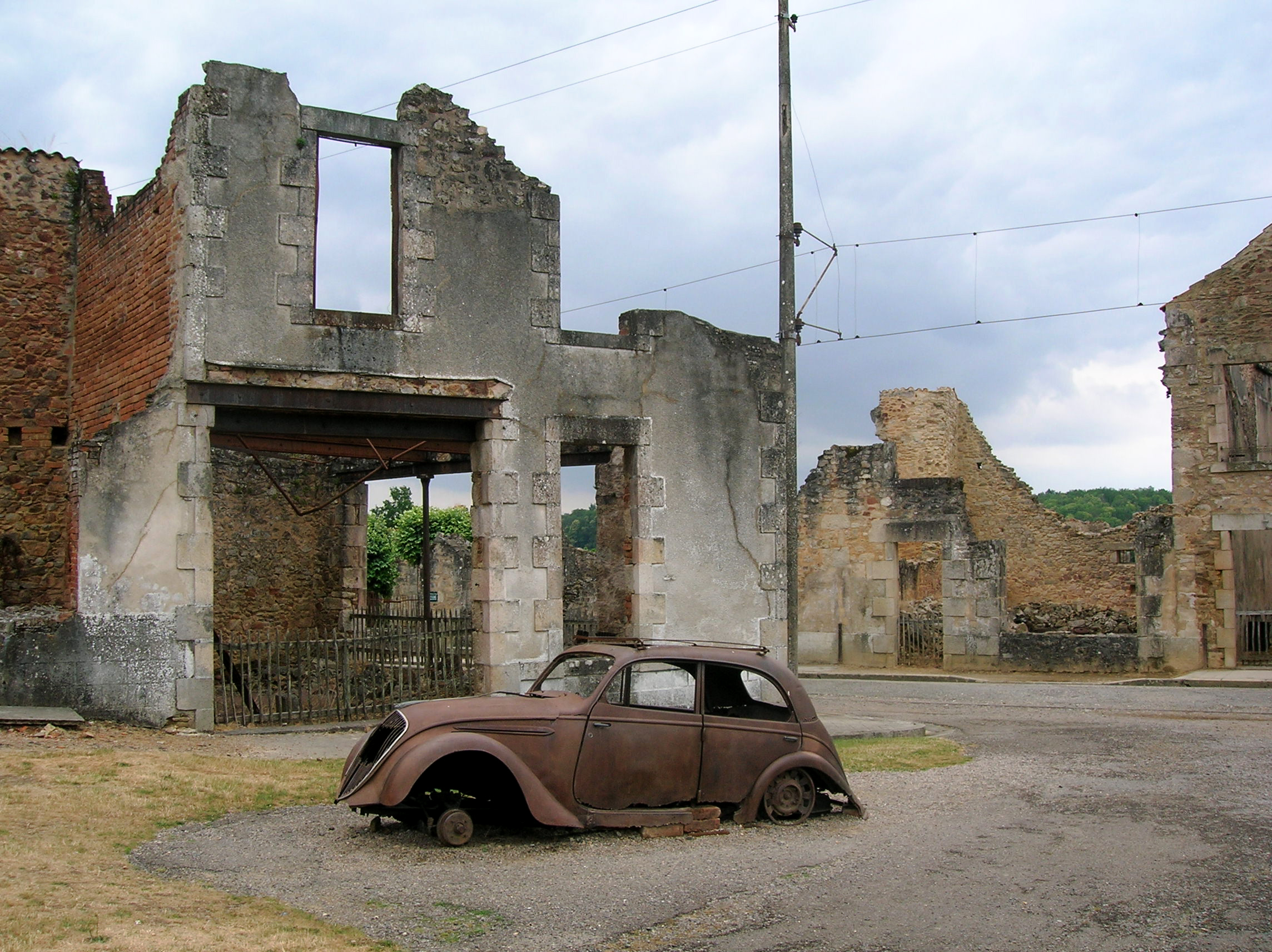
Le village martyr d'Oradour-sur-Glane, pilier du tourisme départemental et régional

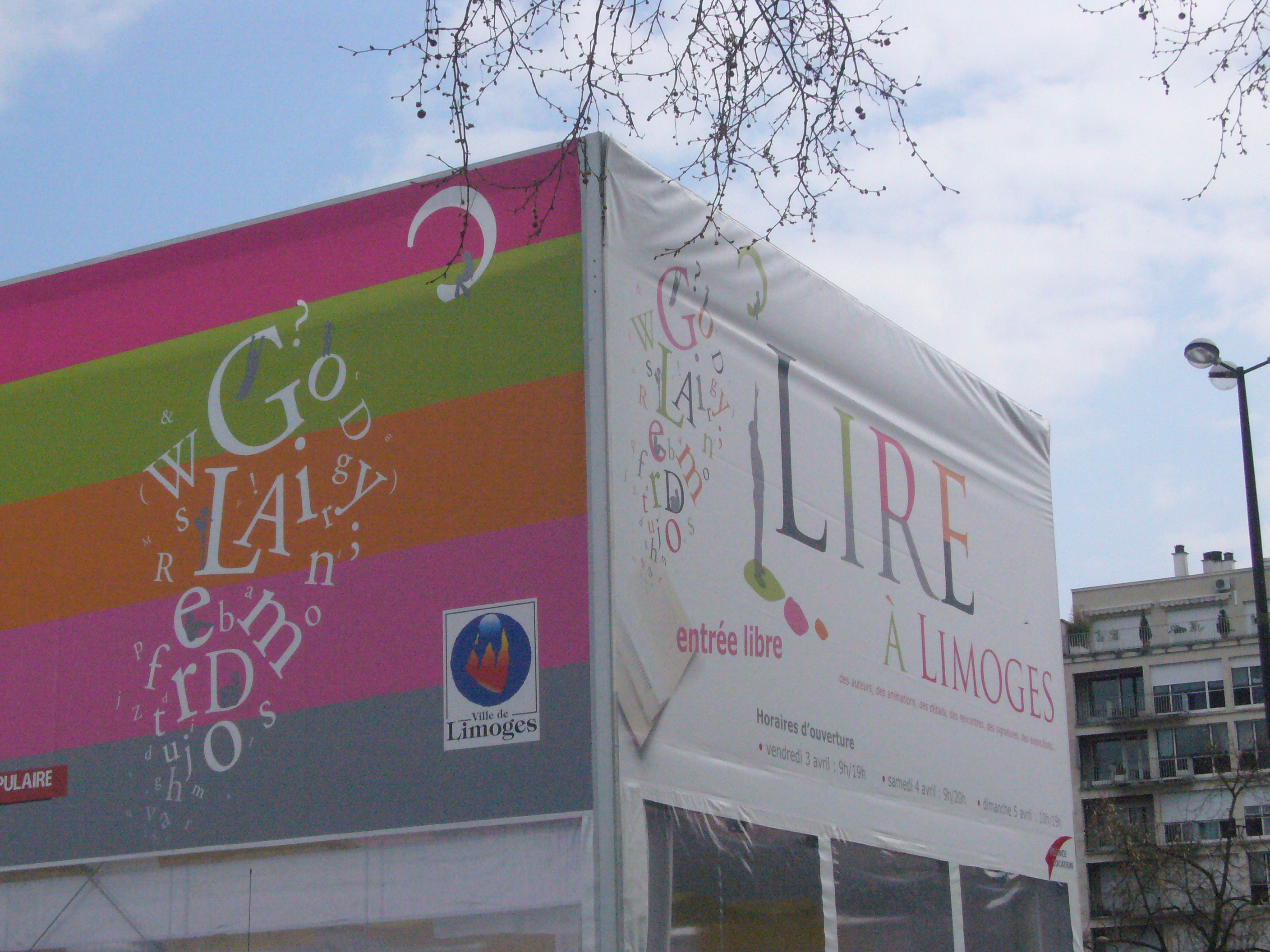
Le salon du livre Lire à Limoges est la manifestation la plus fréquentée du département

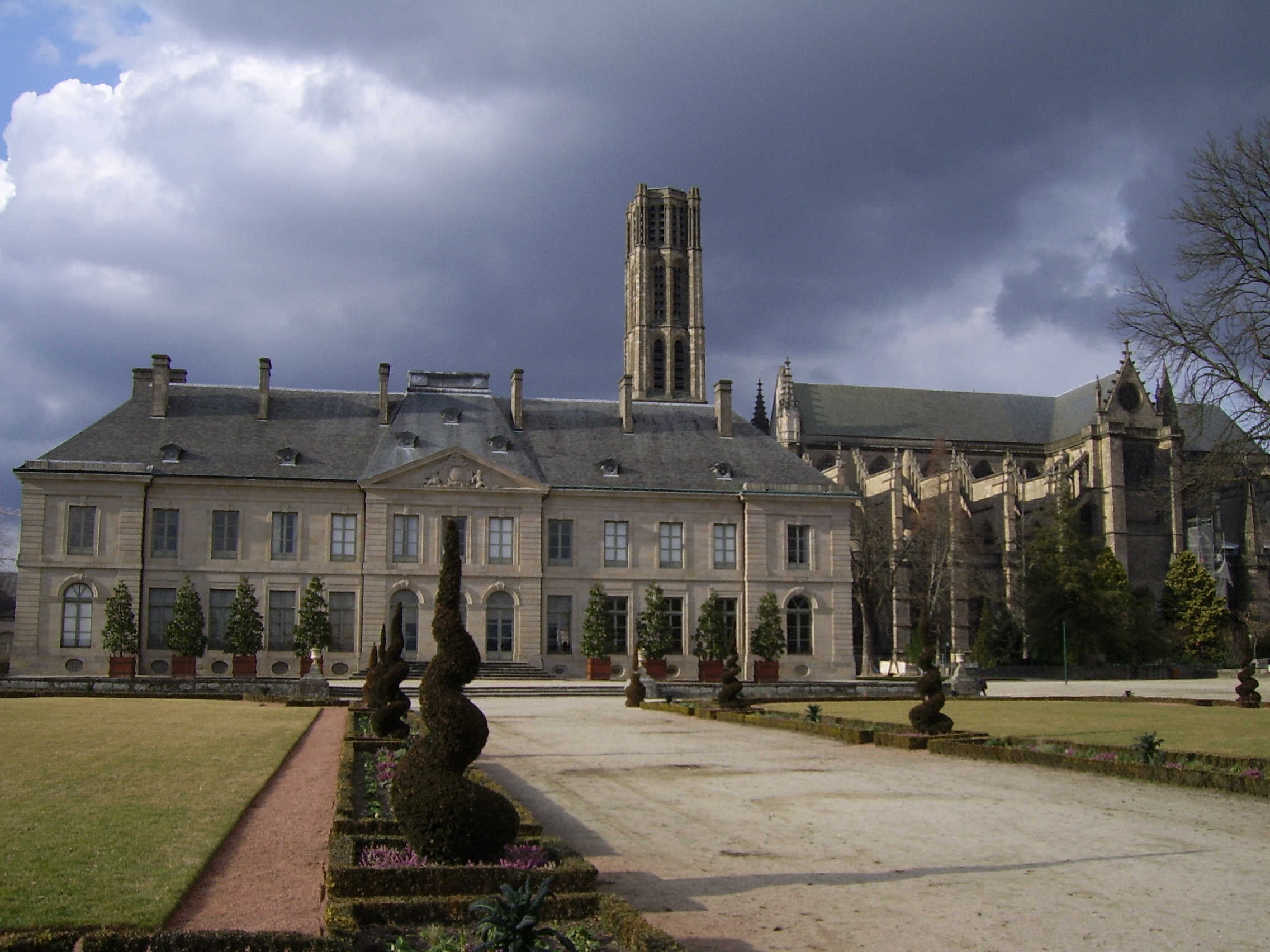
Le Musée de l'Évêché de Limoges est le musée le plus fréquenté de la région

Le Comité départemental du tourisme, situé place Denis Dussoubs à Limoges, gère et met en œuvre la politique touristique du conseil général de la Haute-Vienne.[réf. obsolète]

## Trois grands types de tourisme
Le secteur touristique de la Haute-Vienne se divise essentiellement en trois catégories.

### Tourisme vert
Le tourisme vert (ou tourisme rural) reste un des atouts liés à l'environnement du département. 
Ce secteur regroupe les activités liées à la randonnée, aux sports de plein-air (activités nautiques, ...) et à la découverte du patrimoine naturel (forêts, lacs, parcs naturels).

### Tourisme patrimonial et culturel
En pleine expansion, ce secteur regroupe des aspects différents du tourisme :
- le tourisme historique, tourisme de mémoire, caractérisé par les visites de sites liés à l'histoire locale, telles le village martyr d'Oradour-sur-Glane ou le musée de la Résistance et de la Déportation de Limoges.
- le tourisme industriel et artisanal, avec les visites de sites liés à l'histoire industrielle du département (porcelaine de Limoges, ganterie de Saint-Junien, tannerie de Saint-Léonard-de-Noblat...)
- le tourisme à proprement parler culturel, centré sur les musées (Beaux-Arts, art contemporain, arts et traditions populaires, ...), les monuments (églises, châteaux, ...), les villes (quartiers pittoresques), les festivals.
- L'agro-tourisme avec le Limousine Park, au Pôle de Lanaud, qui propose de découvrir toute la filière viande Limousine mais également mettre en avant les richesses du Limousin que ce soit le bois, la porcelaine ou l’agroalimentaire. L'aspect écologique est également abordé avec une unité de méthanisation.

### Tourisme de loisirs
Il est composé des parcs et complexes de loisirs (Bellevue, aquarium, Parc du Reynou, ...) et des attractions (accrobranches, karting, vélo-rail).

## Fréquentation

### Fréquentation des sites et des manifestations

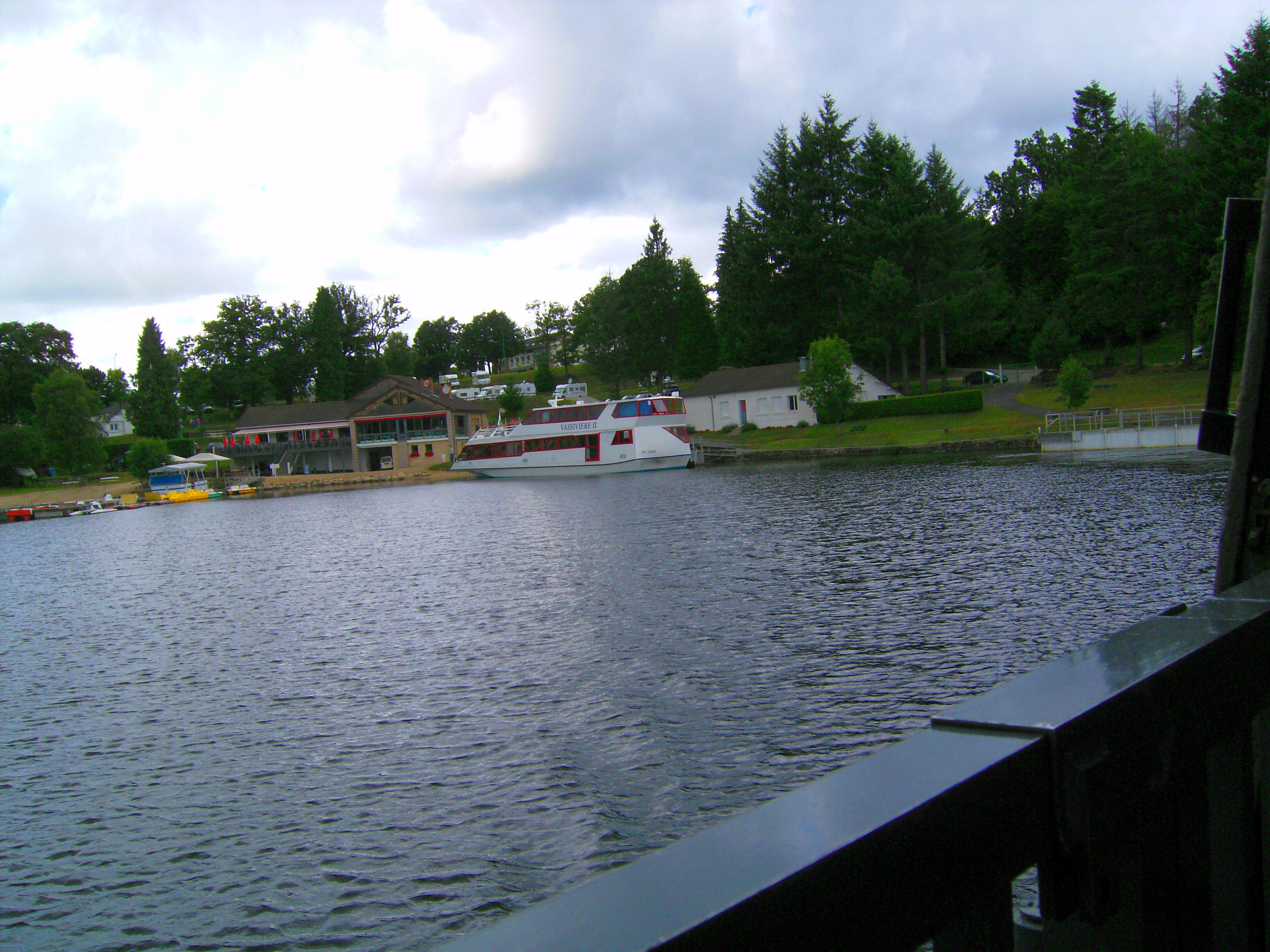
Le lac de Vassivière, une des principales destinations « nature »

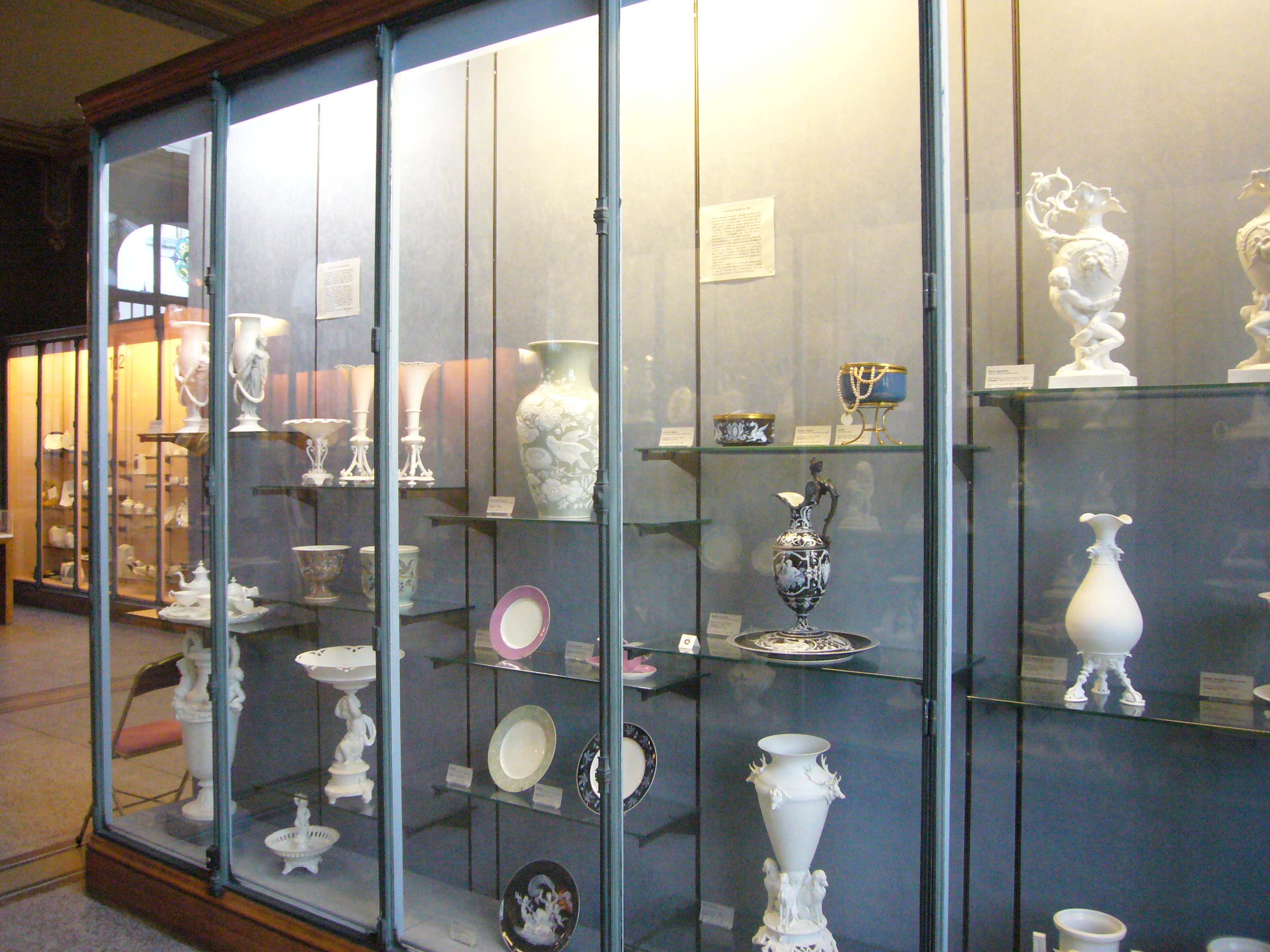
Le musée Adrien Dubouché

Classement des 20 sites et manifestations ayant le plus attiré de visiteurs en 2006, 2007, et 2008.
| #  | 2006                                         | 2006      | 2006         | 2007                                         | 2007      | 2007          | 2008                               | 2008      | 2008         |
| #  | Site                                         | Visiteurs | Évolut°/2005 | Site                                         | Visiteurs | Évolut°/2006  | Site                               | Visiteurs | Évolut°/2007 |
| -- | -------------------------------------------- | --------- | ------------ | -------------------------------------------- | --------- | ------------- | ---------------------------------- | --------- | ------------ |
| 1  | Site d'Oradour-sur-Glane                     | 304 345   | 4,72 %       | Site d'Oradour-sur-Glane                     | 306 427   | 0,68 %        | Site d'Oradour-sur-Glane           | 260 680   |              |
| 2  | Parc du Reynou                               | 83 500    | 0,48 %       | Parc du Reynou                               | 83 600    | 0,12 %        | Parc du Reynou                     | 82 150    | 1,73 %       |
| 3  | Lire à Limoges                               | nc        | nc           | Lire à Limoges                               | 60 000    | nc            | Lire à Limoges                     | 62 000    | 3,33 %       |
| 4  | Salon du dessin de Saint-Just                | 40 000    | 33,33 %      | Musée de l'Évêché                            | 43 360    | 47,93 %       | Aquarium du Limousin               | 36 311    | 11,43 %      |
| 5  | Aquarium du Limousin                         | 35 773    | 1,55 %       | Aquarium du Limousin                         | 40 996    | 14,60 %       | Salon du dessin de Saint-Just      | 25 000    | 28,57 %      |
| 6  | Festival Bandafolie's                        | 34 250    | 2,84 %       | Parc Bellevue                                | 36 318    | 14,93         | Festival Bandafolie's              | 47 050    | 33,18 %      |
| 7  | Parc Bellevue                                | 31 600    | 12,22 %      | Festival Bandafolie's                        | 35 327    | 3,14 %        | Parc Bellevue                      | 31 494    | 13,28 %      |
| 8  | Musée Adrien Dubouché                        | 29 335    | 39,50 %      | Salon du dessin de Saint-Just                | 35 000    | 2,16 %        | Musée Adrien Dubouché              | 27 016    | 37,06 %      |
| 9  | Musée de l'Évêché                            | 29 311    | 10,34 %      | Festival des Francophonies                   | 20 821    | 9,58 %        | Musée de l'Évêché                  |           |              |
| 10 | Biennale « La porcelaine en piste »          | 24 464    | -            | Musée Adrien Dubouché                        | 19 711    | 32,81 %       | Pavillon de la Porcelaine Haviland | 24 750    | nc           |
| 11 | Festival international du pastel             | 19 602    | 3,24 %       | Festival international du pastel             | 19 711    | 2,65 %        | Festival international du pastel   | 17 050    | 7,84 %       |
| 12 | Bateau-mouche de Vassivière                  | 19 203    | 3,04 %       | Bateau-mouche de Vassivière                  | 18 500    | 5,62 %        | Bateau-mouche de Vassivière        | 17 217    | 12,65 %      |
| 13 | Festival des Francophonies                   | 19 000    | 12,84 %      | Petit train de Limoges                       | 17 119    | 5,02 %        | Festival des Francophonies         | 21 760    | 4,51 %       |
| 14 | Château de Chalucet                          | 17 427    | 4,74 %       | « Nostalgie rurale »                         | 16 637    | 20,28 %       | Château de Chalucet                | 18 219    | 29,34 %      |
| 15 | Petit train de Limoges                       | 16 301    | 0,48 %       | Centre La Borie- Ensemble baroque de Limoges | 15 000    | en stagnation |                                    |           |              |
| 16 | Centre La Borie- Ensemble baroque de Limoges | 15 000    | 36,36 %      | Château de Lastours                          | 14 874    | 2,86 %        |                                    |           |              |
| 17 | « Nostalgie rurale »                         | 13 832    | 1,82 %       | Château de Chalucet                          | 14 086    | 19,17 %       | « Nostalgie rurale »               | 18 203    | 9,41 %       |
| 18 | Cité des Métiers et des Arts                 | 13 004    | 65,15 %      | La Cité des Insectes                         | 13 970    | nc            | La Cité des Insectes               | 15 021    | 7,52 %       |
| 19 | Maison de la porcelaine                      | 13 000    | 44,16 %      | Féériland                                    | 12 700    | 0,75 %        |                                    |           |              |
| 20 | Féériland                                    | 12 605    | 6,82 %       | Cuivres en fête                              | 12 353    | 8,04 %        | Féériland                          | 11 879    | 6,46 %       |

### Hébergement

#### Généralités
La capacité totale d'accueil est de 109 029 lits, dont 83 195 lits en résidences secondaires. Outre les campings (50 %), les 25 834 lits restant composent l'offre marchande répartie entre les hôtelleries (20 %), les meublés Gîtes de France (14 %), les centres de vacances (6,2 %), les villages de vacances (4,7 %), les chambres d'hôtes Gîtes de France (3 %) et les meublés Clévacances (2,5 %).
En 2006, le nombre de nuitées sur le département a été de 636 704, toutes origines de touristes confondues, soit plus de 16 000 nuitées en plus par rapport à l'année 2005. À noter que ce sont les nuitées françaises qui ont permis cette hausse, les nuitées étrangères ayant baissé sur cette période de plus de 500 unités.
Les nuitées sont les plus nombreuses en juin (67,9 % d'occupation) et en septembre (65,1 %), ce qui montre que la Haute-Vienne « vit » davantage en marge de la haute saison que pendant celle-ci, même si cette tendance est faiblement marquée et tend à s'estomper. En effet, la date du maximum de population présente, en 2005, est le 30 juillet.

#### Hôtels
En 2006, la Haute-Vienne possédait 95 hôtels classés entre 0 et 4 étoiles, totalisant 2 382 chambres. C'est plus que la Creuse (666 chambres sur 43 hôtels), l'Indre (1 680 chambres sur 79 hôtels) et la Charente (1 910 chambres sur 77 hôtels), mais c'est moins que la Dordogne (4 057 chambres sur 223 hôtels) ou la Vienne (5 036 chambres sur 111 hôtels). La Corrèze possède plus d'hôtels (108), mais moins de chambres (2 123). La majorité d'entre eux, 35,8 % soit 34 hôtels sont situés sur la commune de Limoges. Parmi les communes les mieux dotées viennent ensuite Saint-Junien, avec 6 hôtels, Peyrat-le-Château et Bessines-sur-Gartempe, 4 hôtels chacune. Un seul hôtel possédait 4 étoiles, situé sur la commune de Nieul. 10 hôtels étaient classés 3 étoiles.
En 2006, le taux d'occupation des hôtels a augmenté sur toutes les catégories d'établissements, de l'hôtel de chaîne au Quatre étoiles, entre 2005 et 2006, passant de 52,8 à 56,1 %. Entre 2006 et 2007, la hausse s'est poursuivie, atteignant 56,9 %, et un taux de 70,4 % dans les chaînes d'hôtels.

#### Villages et centres de vacances
Il existe 5 villages de vacances et 41 centres de vacances.

#### Camping
Le département possède 54 terrains de camping traditionnel, 29,5 % des 183 terrains de la région Limousin. Ces terrains rassemblent 3 810 emplacements des 12 287 de la région. Les campings restent le premier mode d'hébergement du département, avec 49,8 % du total des lits, soit 12 854 lits. En comptabilisant les aires naturelles et les campings à la ferme, on dénombre 67 terrains.

## Données économiques
Les hébergements ont généré en 2007 un chiffre d'affaires de 35 032 869 €.

### Investissements du conseil général
| Secteurs                     | Montant 2007 (milliers d'€) | Part 2007 (%) | Montant 2008 (milliers d'€) | Part 2008 (%) |
| Investissements touristiques | 638                         | 16,2          | 2 034                       | 37,3          |
| Fonctionnement               | 1 828                       | 46,5          | 1 868                       | 34,2          |
| Culture                      | 692                         | 17,6          | 1 140                       | 20,9          |
| Environnement                | 436                         | 11,1          | 416                         | 7,6           |
| Territoires                  | 337                         | 8,6           | -                           | -             |
| Total                        | 3 931                       | 100           | 5 459                       | 100           |

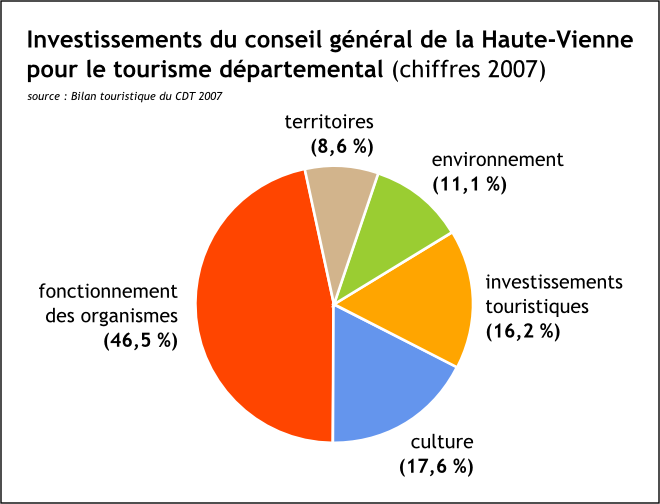
Investissements du conseil général en 2007

Le montant des investissements du conseil général pour le tourisme départemental s'est élevé à 3 931 000 €, en se répartissant comme suit (en milliers d'euros) :
- fonctionnement des organismes : 1 828
- culture : 692
- investissements touristiques (dont subventions aux projets) : 638
- environnement : 436
- territoires : 337

## Liens
- Site du CDT 87